# Kjell Carlsson
Kjell Carlsson (ur. 31 sierpnia 1918, zm. w 1993) – szwedzki żużlowiec. 
Największy sukces w karierze odniósł w 1955 w Oslo, zajmując III miejsce w finale europejskim i zdobywając awans do finału indywidualnych mistrzostw świata na żużlu w Londynie, w którym zajął XIII miejsce. W latach 1950–1955 czterokrotnie uczestniczył w finałach indywidualnych mistrzostw Szwecji (najlepszy wynik: Sztokholm 1955 – IV miejsce). W 1955 zdobył brązowy medal mistrzostw Szwecji par klubowych.
W lidze szwedzkiej startował w barwach klubów Gema Göteborg (1949), Filbyterna Linköping (1950–1951) oraz Kaparna Göteborg (1952–1956). Dwukrotny medalista drużynowych mistrzostw Szwecji: złoty (1950) oraz srebrny (1955).